# 松下勝実
松下 勝実（まつした かつみ）は、静岡県出身の元アマチュア野球選手である。ポジションは投手、一塁手、外野手。

## 来歴・人物
清水東高校では、エース、四番打者として1966年秋季中部大会に進むが、1回戦で愛知高に延長13回の末に敗退。翌1967年夏の甲子園県予選決勝に進出。しかし榊原良行のいた浜松商に敗退し甲子園出場を逸する。
慶應義塾大学に進学。東京六大学野球リーグでは、1968年春季リーグの早慶戦で本塁打を放ち注目される。同年秋季リーグから四番に座り打線の主軸として活躍、1969年秋季リーグで首位打者を獲得する。1971年秋季リーグでは、高校の2年後輩である山下大輔とクリーンアップを組み、萩野友康、工藤真らの好投もあって4年ぶりの優勝を飾る。同季は2度目の首位打者となる。リーグ通算89試合出場、343打数123安打、打率.359、7本塁打、53打点、ベストナイン（一塁手）3回選出。
1971年のドラフト会議で上位指名が予想されたが、プロには進まないことを明言。その後も大学有力選手のプロ入り回避が続き、社会的にも論議を呼んだ。
卒業後は松下電器に入社。1972年の産業対抗ではエース福間納を擁し、準決勝に進むが鐘淵化学の井本隆に完封負けを喫する。1973年には山口高志、山口円らが入社しチーム力の充実が図られた。しかし同年の都市対抗では、1回戦で山口高志が日産自動車の倍賞明に3点本塁打を喫し、藤田康夫に完封負けを喫するなど、なかなか好結果を出せなかった。1974年の都市対抗は山口高志、鍛治舎巧とともに新日鐵堺の補強選手として出場。準決勝に進むが、大昭和製紙北海道の千藤和久（北海道拓殖銀行から補強）、柳俊之（電電北海道から補強）の継投の前に、延長11回に0-1でサヨナラ負け。この大会では優秀選手賞を獲得する。直後に来日したキューバ代表と社会人野球選抜の交流試合にも参加。1975年の社会人野球日本選手権では準々決勝に進むが、住友金属の高橋修二らに抑えられ7回コールド負け。同年限りで現役を引退した。
引退後は父の経営する東海溶材に入社し、2007年から社長を務めている。